# 阳阿公主
阳阿公主（？—？），名不详，生卒不详，西汉公主，生父為漢元帝劉奭，母為衛婕妤。她在府中教养赵飞燕歌舞，汉成帝微服出行，到阳阿公主府中作乐，见到赵飞燕非常高兴，便將她召入宫中。后来赵飞燕成为皇后。就如汉武帝见到卫子夫的经历一般。